# Distretto di Thaton
Il distretto di Thaton (in lingua birmana: သထုံခရိုင်) è un distretto della Birmania, situato nello Stato Mon.

## Suddivisioni
Il distretto comprende le seguenti township:
- Thaton Township
- Paung Township
- Kyaikto Township
- Bilin Township